# Bùi Thị Thanh Vân
Bùi Thị Thanh Vân (1929 – 2020) là một nhà hoạt động chính trị Việt Nam, nguyên Hội trưởng Hội Liên hiệp phụ nữ tỉnh Phú Khánh, Đại biểu Quốc hội Việt Nam khóa VI.

## Cuộc đời
Quê quán của bà Bùi Thị Thanh Vân ở xã Xuân Thọ, huyện Đồng Xuân, tỉnh Phú Yên. Hiện nay xã Xuân Thọ đã tách thành hai xã Xuân Thọ 1, Xuân Thọ 2 thuộc thị xã Sông Cầu cùng tỉnh. Tháng 8 năm 1945, bà tham gia Hội Phụ nữ Cứu quốc thôn Mỹ Thọ (xã Xuân Thọ). Ngày 2 tháng 2 năm 1947, bà được kết nạp vào Đảng Cộng sản Đông Dương. Năm 1948, bà là Bí thư Hội Phụ nữ Cứu quốc huyện Sông Cầu, tham gia Ban Chấp hành Hội Phụ nữ tỉnh. Năm 1950, bà được bầu vào Ban Thường vụ.
Năm 1955, bà bị bắt giữ và bị giam ở nhà tù Phú Yên, sau đó bị đày đi Côn Đảo. Năm 1962, bà ra tù, trở về địa phương, tham gia Tỉnh ủy Phú Yên, được bầu làm Hội trưởng Hội Phụ nữ Giải phóng Phú Yên, kiêm Ủy viên Ban Chấp hành Hội Liên hiệp Phụ nữ Giải phóng miền Nam. Năm 1964, bà được điều về Liên khu V, bàn giao công tác phụ nữ tỉnh cho bà Phạm Thị Lành, đảm nhận vai trò Hội trưởng Giải phóng Khu V, kiêm Bí thư Đảng đoàn đến năm 1975.
Năm 1975, bà được bầu vào Ban Chấp hành Đảng bộ lâm thời tỉnh Phú Khánh (1975–1977) và Ban Chấp hành Đảng bộ tỉnh Phú Khánh khóa I (1977–1983), đảm nhận vai trò Hội trưởng Hội Liên hiệp Phụ nữ Việt Nam tỉnh Phú Khánh. Năm 1976, bà trúng cử Đại biểu Quốc hội khóa VI, tham gia Ủy ban dự thảo Hiến pháp gồm 36 thành viên, soạn thảo Hiến pháp mới. Năm 1979, là Ủy viên Đoàn Chủ tịch Trung ương Hội Liên hiệp Phụ nữ Việt Nam, phụ trách các tỉnh Khu V.
Năm 1987, nghỉ hưu. Bà qua đời ngày 7 tháng 7 năm 2020 tại thành phố Nha Trang.

## Tặng thưởng
- Huân chương Độc lập hạng Nhất
- Huân chương Kháng chiến chống Pháp hạng Nhất
- Huân chương Kháng chiến chống Mỹ hạng Nhất
- Huân chương Giải phóng hạng Nhất
- Huân chương Quyết thắng hạng Nhất
- Huân chương Thành đồng hạng Ba
- Huy hiệu 70 năm tuổi Đảng